# 1106 هـ
ألف ومئة وستة 1106 هـ هي سنة في التقويم الهجري امتدت مقابلةً في التقويم الميلادي بين سنتي 1694 و1695.

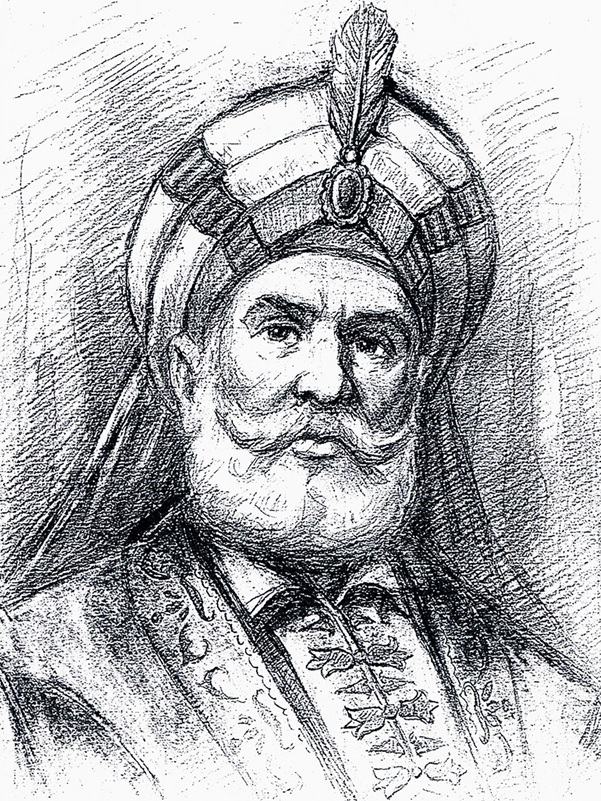
ظاهر العمر

## أحداث
- تكوين فريق للإسلام وهو فريق المتابعين التابع لـالسودان.

## مواليد
- ظاهر العمر

## وفيات
- أحمد الثاني
- إبراهيم البرماوي
- بارتيلمي هربلو
- ظاهر العمر